# GGACT
GGACT (англ. Gamma-glutamylamine cyclotransferase) – білок, який кодується однойменним геном, розташованим у людей на 13-й хромосомі. Довжина поліпептидного ланцюга білка становить 153 амінокислот, а молекулярна маса — 17 329.
| 10         |  | 20         |  | 30         |  | 40         |  | 50         |
| ---------- |  | ---------- |  | ---------- |  | ---------- |  | ---------- |
| MALVFVYGTL |  | KRGQPNHRVL |  | RDGAHGSAAF |  | RARGRTLEPY |  | PLVIAGEHNI |
| PWLLHLPGSG |  | RLVEGEVYAV |  | DERMLRFLDD |  | FESCPALYQR |  | TVLRVQLLED |
| RAPGAEEPPA |  | PTAVQCFVYS |  | RATFPPEWAQ |  | LPHHDSYDSE |  | GPHGLRYNPR |
| ENR        |  |            |  |            |  |            |  |            |

A: Аланін

C: Цистеїн

D: Аспарагінова кислота

E: Глутамінова кислота

F: Фенілаланін

G: Гліцин

H: Гістидин

I: Ізолейцин

K: Лізин

L: Лейцин

M: Метіонін

N: Аспарагін

P: Пролін

Q: Глутамін

R: Аргінін

S: Серин

T: Треонін

V: Валін

W: Триптофан

Кодований геном білок за функціями належить до трансфераз, ацилтрансфераз. 